# Peaugres
Peaugres é uma comuna francesa na região administrativa de Auvérnia-Ródano-Alpes, no departamento de Ardèche. Estende-se por uma área de 14,44 km². Em 2010 a comuna tinha 2 269 habitantes (densidade: 157,1 hab./km²).